# Rađevo Selo
Rađevo Selo (izvirno srbsko Рађево Село) je naselje v Srbiji, ki upravno spada pod mesto Valjevo; slednji pa je del Kolubarskega upravnega okraja.
- Radjevo Selo - panorama
- Radjevo Selo - panorama
- Radjevo Selo - panorama
- Radjevo Selo - panorama
- Radjevo Selo - panorama
- Radjevo Selo - panorama
- Radjevo Selo - panorama

## Demografija
V naselju živi 753 polnoletnih prebivalcev, pri čemer je njihova povprečna starost 38,8 let (38,5 pri moških in 39,0 pri ženskah). Naselje ima 270 gospodinjstev, pri čemer je povprečno število članov na gospodinjstvo 3,44.
To naselje je, glede na rezultate popisa iz leta 2002, večinoma srbsko.
|  |

| Demografija | Demografija     | Demografija     |
| Leto        | Št. prebivalcev | Št. prebivalcev |
| ----------- | --------------- | --------------- |
|             |                 |                 |
|             |                 |                 |
|             |                 |                 |
|             |                 |                 |
| 1948        | 530             |                 |
| 1953        | 662             |                 |
| 1961        | 645             |                 |
| 1971        | 683             |                 |
| 1981        | 898             |                 |
| 1991        | 1432            | 1414            |
| 2002        | 965             | 929             |
|             |                 |                 |

| Etnična sestava po popisu iz leta 2002 | Etnična sestava po popisu iz leta 2002 | Etnična sestava po popisu iz leta 2002 | Etnična sestava po popisu iz leta 2002 | Etnična sestava po popisu iz leta 2002 |
| -------------------------------------- | -------------------------------------- | -------------------------------------- | -------------------------------------- | -------------------------------------- |
| Srbi                                   | Srbi                                   |                                        | 917                                    | 98,70%                                 |
| Jugoslovani                            | Jugoslovani                            |                                        | 2                                      | 0,21%                                  |
| Neznano                                | Neznano                                |                                        | 7                                      | 0,75%                                  |